# Trepadorzinho
Corre-ramos-de-bico-fino ou trepadorzinho (Heliobletus contaminatus)) é uma espécie de ave da família Furnariidae. É a única espécie do género Heliobletus.
Pode ser encontrada nos seguintes países: Argentina, Brasil e Paraguai.
Os seus habitats naturais são: florestas subtropicais ou tropicais húmidas de baixa altitude e regiões subtropicais ou tropicais húmidas de alta altitude.